# Sjömarken och Viared
Sjömarken och Viared – miejscowość (tätort) w Szwecji, w regionie administracyjnym (län) Västra Götaland, w gminie Borås.
Według danych Szwedzkiego Urzędu Statystycznego liczba ludności wyniosła: 6602 (31 grudnia 2015), 3720 (31 grudnia 2018) i 3860 (31 grudnia 2019).